# Ann Savage
Ann Savage (nacida Bernice Maxine Lyon, 19 de febrero de 1921 – 25 de diciembre de 2008) fue una actriz estadounidense. Es recordada sobre todo por su interpretación de femme fatale en la aclamada película noir Detour (1945), considerada por muchos críticos la mejor película de serie B en la historia del cine. Savage participó en más de veinte películas de cine B entre 1943 y 1946.
Abandonó el negocio del cine a mediados de la década de 1950. Savage hizo algunas apariciones ocasionales en la televisión y trabajó para algunos productores de cine durante las décadas de 1950 a 1970. Posteriormente hizo eventuales apariciones en festivales de cine, especialmente para los reestrenos de Detour.

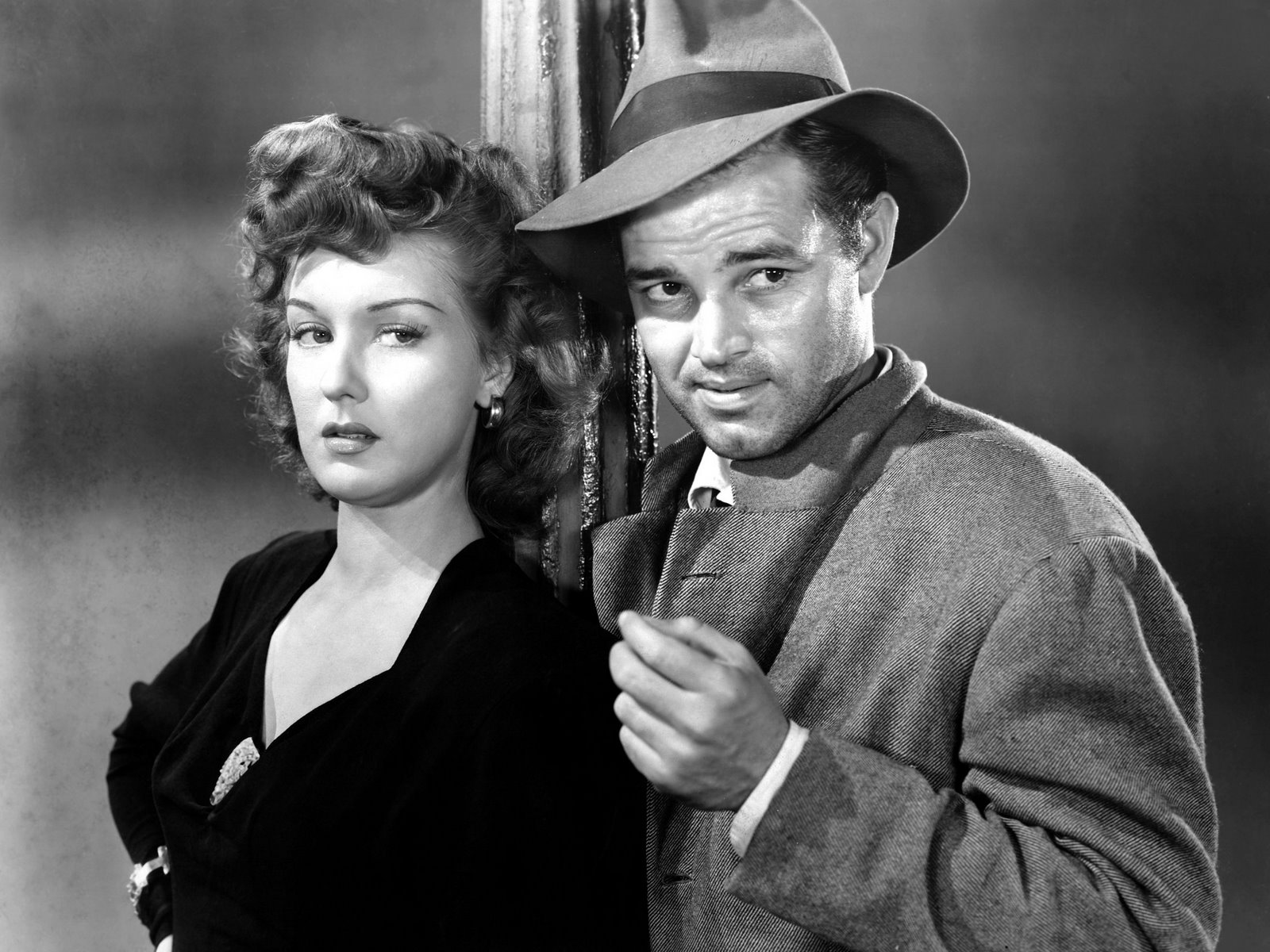
Ann Savage y Tom Neal en una escena de Detour.

## Filmografía
- Murder in Times Square (1943)
- One Dangerous Night (1943)
- Klondike Kate (1943)
- After Midnight with Boston Blackie (1943)
- Passport to Suez (1943)
- Dangerous Blondes (1943)
- Saddles and Sagebrush (1943)
- The More the Merrier (1943)
- Two Señoritas from Chicago (1943)
- The Beautiful Cheat (1943)
- Footlight Glamour (1943)
- Two-Man Submarine (1944)
- The Last Horseman (1944)
- The Unwritten Code (1944)
- Dancing in Manhattan (1944)
- Ever Since Venus (1944)
- Scared Stiff (1945)
- Midnight Manhunt (1945)
- Apology for Murder (1945)
- Detour (1945)
- The Spider (1945)
- The Dark Horse (1946)
- The Last Crooked Mile (1946)
- Lady Chaser (1946)
- Renegade Girl (1946)
- Jungle Flight (1947)
- Satan's Cradle (1949)
- Pygmy Island (1950)
- Pier 23 (1951)
- Woman They Almost Lynched (1953)
- Fire with Fire (1986)
- My Winnipeg (2007)